# Route nationale 605
Pour les articles homonymes, voir Route 605.
La route nationale 605 ou RN 605 était une route nationale française reliant Rieupeyroux à Carmaux. À la suite de la réforme de 1972, elle a été déclassée en RD 905.

## Ancien tracé de Rieupeyroux à Carmaux (D 905)
- Rieupeyroux D 905
- La Palousie, commune de Rieupeyroux
- La Salvetat-Peyralès
- Port de la Besse, commune de La Salvetat-Peyralès
- Connelié, commune de Mirandol-Bourgnounac
- Mirandol-Bourgnounac
- Les Avraniers, commune de Mirandol-Bourgnounac
- La Moutette, commune d'Almayrac
- Almayrac
- Salveredonde, commune d'Almayrac
- Carmaux D 905